# Formule (automobile)
Pour les articles homonymes, voir Formule.
 (juin 2015).
Si vous disposez d'ouvrages ou d'articles de référence ou si vous connaissez des sites web de qualité traitant du thème abordé ici, merci de compléter l'article en donnant les références utiles à sa vérifiabilité et en les liant à la section « Notes et références ».
Les Formules indiquent en sport automobile les catégories de monoplaces. L'origine du terme réside dans la nomenclature adoptée par la Fédération internationale de l'automobile (FIA) après la Seconde Guerre mondiale.

## Origine

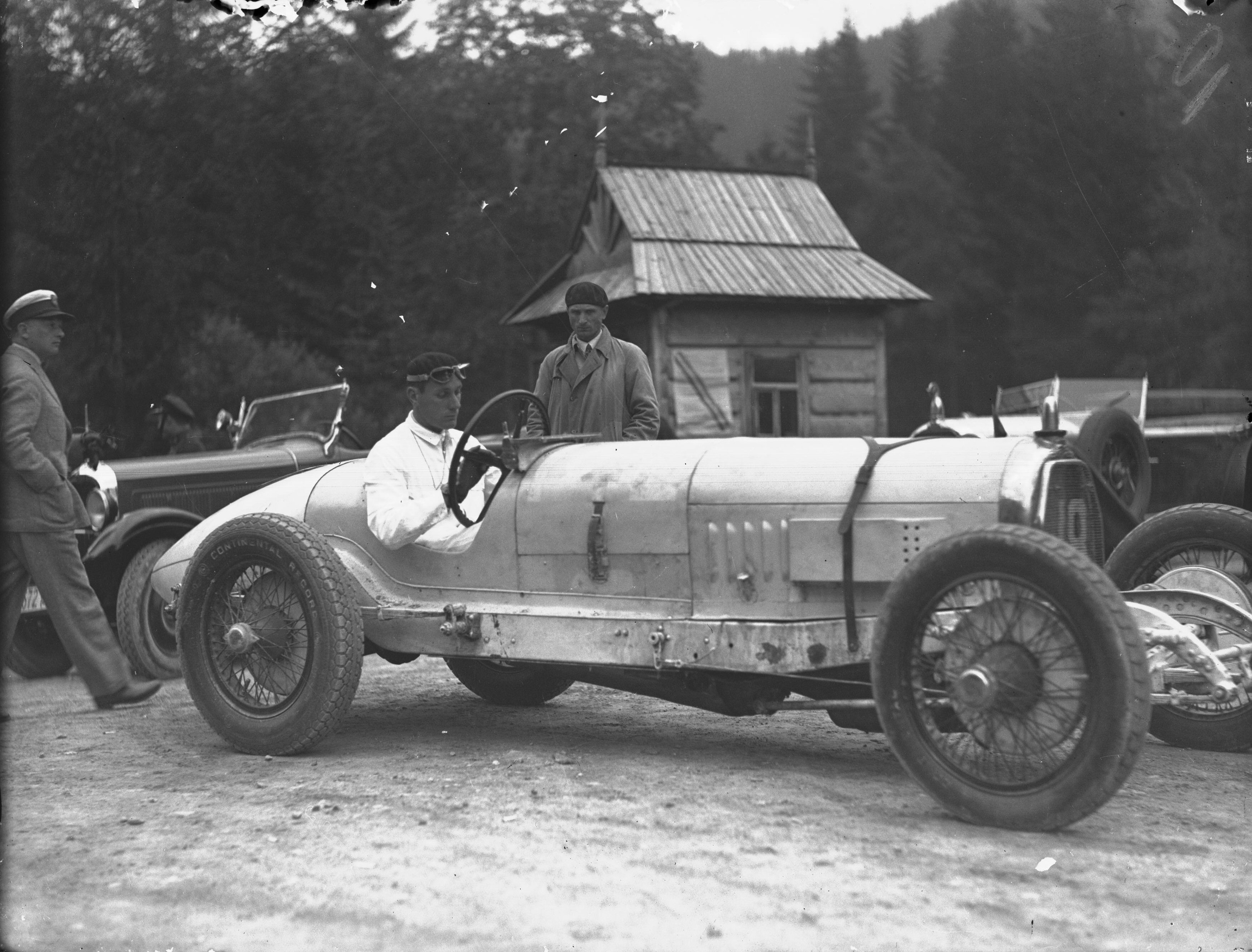
Hans Stuck sur une Austro-Daimler lors du Championnat de la montagne 1930.

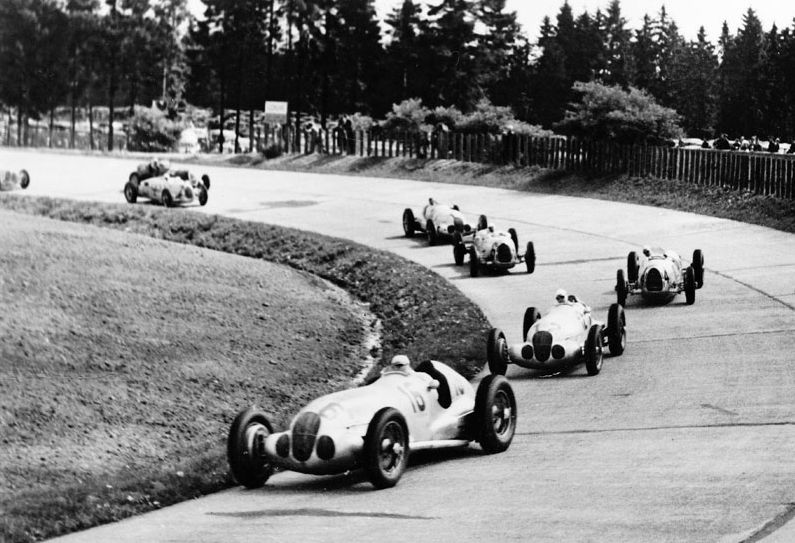
Départ du Grand Prix d'Allemagne 1937.

Selon l'historien Richard Hough en 1961, « il est évidemment impossible de faire la distinction entre les concepteurs de voitures de sport et de machines de Grand Prix avant 1914. Le regretté Georges Faroux affirmait que les courses de voitures de sport ne sont nées qu'aux premières 24 Heures du Mans en 1923, et bien qu'en tant que co-créateur de cette course, il ait pu avoir des préjugés dans son opinion, il est certainement vrai que les courses de voitures de sport telles qu'elles étaient connues après 1919 n'existaient pas avant la Première Guerre mondiale. »
Dans les années 1920, les voitures utilisées en course d'endurance et en Grand Prix étaient encore fondamentalement identiques, avec des ailes et deux sièges, pour transporter un mécanicien si nécessaire ou autorisé. Des voitures telles que la Bugatti Type 35 étaient presque aussi à l'aise dans les Grands Prix que dans les épreuves d'endurance, mais la spécialisation a progressivement commencé à différencier la voiture de sport de la voiture de Grand Prix (également appelée « voiture de course »). L'Alfa Romeo Tipo A a lancé l'évolution de la véritable monoplace au début des années 1930 ; la voiture de Grand Prix et sa progéniture la voiturette ont rapidement évolué vers des monoplaces hautes performances optimisées pour les courses relativement courtes, en abandonnant les ailes et le deuxième siège. À la fin des années 1930, les constructeurs français, incapables de suivre les progrès de Mercedes-Benz et Auto-Union dans les courses de Grand Prix, se retirèrent dans la concurrence essentiellement nationale avec des voitures de sport de grande capacité – des marques telles que Delahaye, Talbot et les dernières Bugatti.
Ainsi en Europe, l'AIACR développe en 1921 deux Formules de courses, destinées à règlementer les voitures des Grands Prix et des courses de voiturettes. En 1929, la CSI limite ses Formules aux voitures monoplaces, distinguant officiellement ces dernières des voitures de sport. En 1930, les championnats d'Europe de la montagne récompensent de manière distincte la catégorie des voitures de course de celle des voitures de sport. En 1946, la Formule 1 remplace l'ancienne Formule Internationale.
Aux États-Unis en revanche, les voitures de course participant aux épreuves du Championnat national ont été désignées par différents noms. La première nomenclature consistait à appeler les machines « Championship Cars », qui a ensuite été raccourcie en « Champ Cars ». Le terme « Big Cars » a connu une utilisation limitée ; un terme qui identifiait les machines comme étant plus grandes et plus rapides utilisée pour les courses sprints (en) et les midgets. Ce terme a disparu de l'usage et a plutôt été largement utilisé pour les voitures de sprint. Dans l'ère de l'après-guerre, le terme « Speedway Cars » a connu une utilisation limitée ; un terme vaguement descriptif, distinguant les machines de celles conduites sur l'Indianapolis Motor Speedway et d'autres grands circuits, par opposition à celles conduites sur des pistes plus petites. Néanmoins, le terme « Championship/Champ Cars » a prévalu comme surnom préféré.
Depuis l'époque de l'USAC après 1956, le terme « Indy cars » (d'après l'Indy 500) est devenu le surnom préféré. À ce propos, lorsque CART a été fondée en 1979, son acronyme signifiait Championship Auto Racing Teams, un reflet de l'utilisation historique du terme « Championship Car ».

## Hiérarchie
| Niveau | Catégorie         | Championnats certifiés FIA                 | Championnats certifiés FIA                 | Championnats certifiés FIA                 | Championnats certifiés FIA                 | Championnats certifiés FIA                 | Championnats certifiés FIA                 | Championnats certifiés FIA                 | Championnats certifiés FIA                 | Championnats certifiés FIA                 | Championnats certifiés FIA                 | Championnats certifiés FIA                 | Championnats certifiés FIA                 | Championnats certifiés FIA                 | Championnats certifiés FIA                 | Championnats parallèles (non-officiels) | Championnats parallèles (non-officiels) | Championnats parallèles (non-officiels) | Championnats parallèles (non-officiels) | Championnats parallèles (non-officiels) | Championnats parallèles (non-officiels) | Championnats parallèles (non-officiels) | Championnats parallèles (non-officiels) | Championnats parallèles (non-officiels) |
| ------ | ----------------- | ------------------------------------------ | ------------------------------------------ | ------------------------------------------ | ------------------------------------------ | ------------------------------------------ | ------------------------------------------ | ------------------------------------------ | ------------------------------------------ | ------------------------------------------ | ------------------------------------------ | ------------------------------------------ | ------------------------------------------ | ------------------------------------------ | ------------------------------------------ | --------------------------------------- | --------------------------------------- | --------------------------------------- | --------------------------------------- | --------------------------------------- | --------------------------------------- | --------------------------------------- | --------------------------------------- | --------------------------------------- |
| 1      | Formule 1         | Championnat du monde                       | Championnat du monde                       | Championnat du monde                       | Championnat du monde                       | Championnat du monde                       | Championnat du monde                       | Championnat du monde                       | Championnat du monde                       | Championnat du monde                       | Championnat du monde                       | Championnat du monde                       | Championnat du monde                       | Championnat du monde                       | Championnat du monde                       |                                         |                                         |                                         |                                         |                                         |                                         |                                         |                                         |                                         |
| 2      | Formule 2         | Championnat international                  | Championnat international                  | Championnat international                  | Championnat international                  | Championnat international                  | Championnat international                  | Championnat international                  | Championnat international                  | Championnat international                  | Championnat international                  | Championnat international                  | Championnat international                  | Championnat international                  | Championnat international                  |                                         |                                         |                                         |                                         |                                         |                                         |                                         |                                         |                                         |
| 3      | Formule 3         | Championnat international / Coupe du monde | Championnat international / Coupe du monde | Championnat international / Coupe du monde | Championnat international / Coupe du monde | Championnat international / Coupe du monde | Championnat international / Coupe du monde | Championnat international / Coupe du monde | Championnat international / Coupe du monde | Championnat international / Coupe du monde | Championnat international / Coupe du monde | Championnat international / Coupe du monde | Championnat international / Coupe du monde | Championnat international / Coupe du monde | Championnat international / Coupe du monde |                                         |                                         |                                         |                                         |                                         |                                         |                                         |                                         |                                         |
| 4      | Formule Régionale | Europe                                     | Europe                                     | Europe                                     | Europe                                     | Europe                                     | Europe                                     | Amérique                                   | Amérique                                   | Amérique                                   | Amérique                                   | Asie                                       | Asie                                       | Asie                                       | Japon                                      |                                         |                                         | USW                                     | UCS                                     | FREC                                    | FRAC                                    | WSE                                     | TRS                                     |                                         |
| 5      | Formule 4         | GER                                        | ITA                                        | GBR                                        | FRA                                        | ESP                                        | DAN                                        | USA                                        | MEX                                        | BRE                                        | ARG                                        | CHN                                        | SEA                                        | UAE                                        | JPN                                        | RUS                                     | FIN                                     | USW                                     | VDV                                     |                                         |                                         |                                         |                                         |                                         |

## Niveau international

### Formule 1

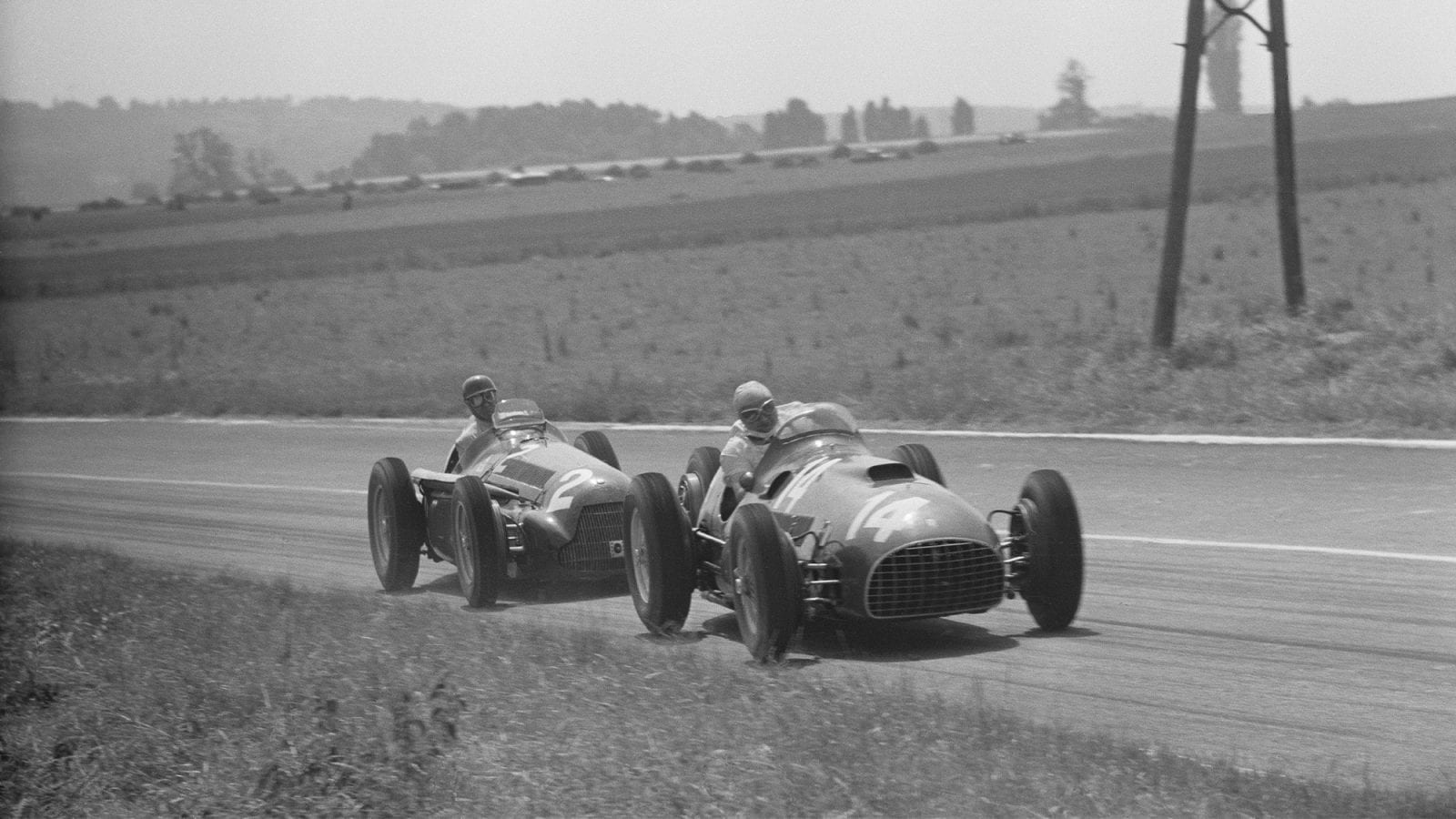
Farina et González au Grand Prix de France 1951.

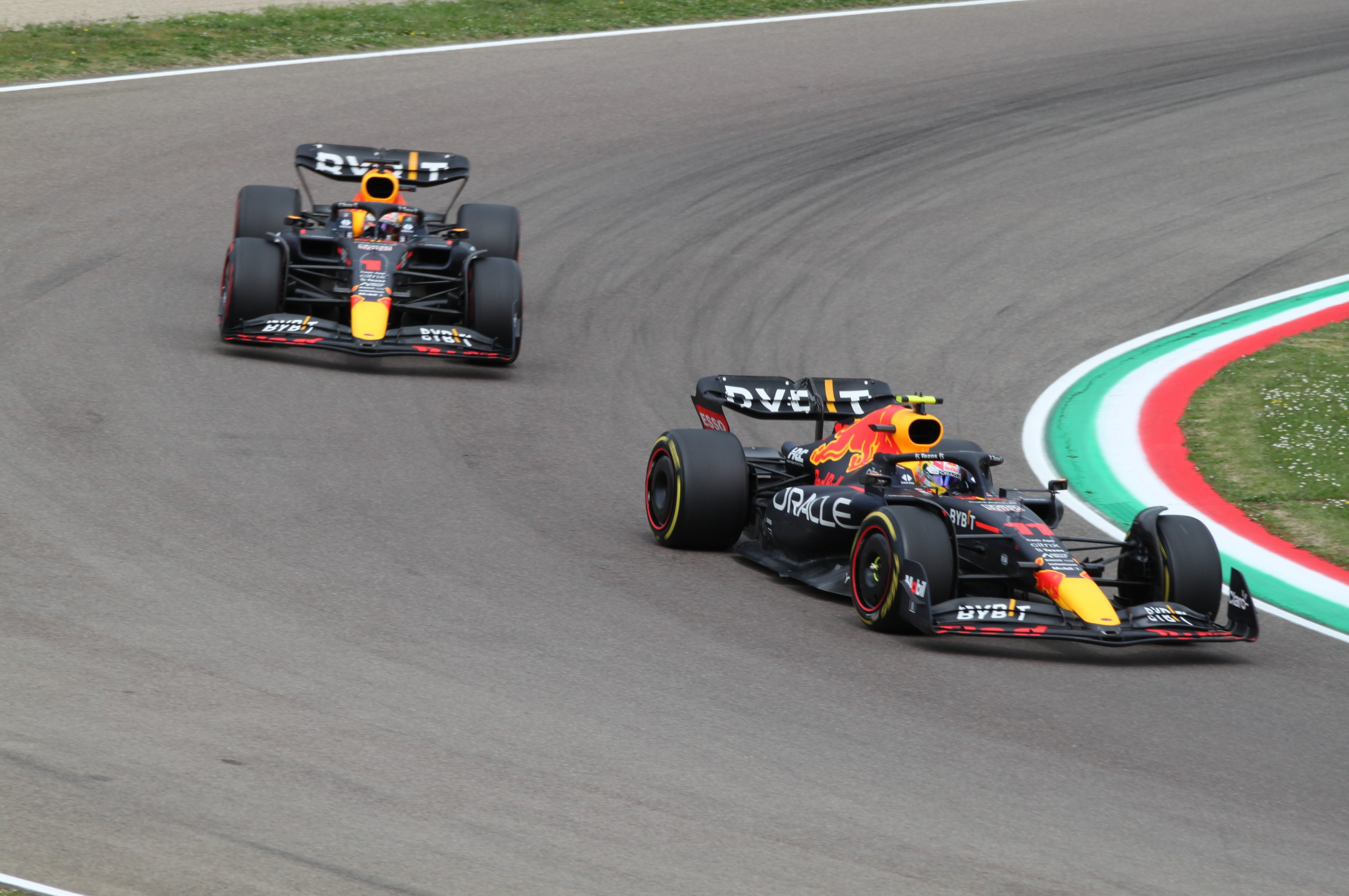
Pérez et Verstappen au Grand Prix d'Émilie-Romagne 2022.

Dans le processus de reprise des Grands Prix après la fin de la Seconde Guerre mondiale, la Commission sportive internationale est chargée par la FIA de définir et de standardiser les réglementations dans la catégorie unique : la « Formule de Course Internationale no 1 », qui devient rapidement la Formule 1 (F1).  Les premières courses sont officiellement reconnues à partir de 1947 et le championnat du monde de Formule 1 est inauguré en 1950.
Des championnats de Formule 1 se sont également tenus à l'échelle nationale. De 1960 à 1986, un championnat d'Afrique du Sud de Formule 1 s'est déroulé en Afrique du Sud, en Rhodésie et au Mozambique. De même, un championnat de Grande-Bretagne  de 1978 et 1982, et d'Union soviétique de 1960 à 1976 ont existé. Bien que non reconnu par la CSI, ces championnats obéissaient au règlement fixé par les instances internationales de l'époque.
De 1963 à 1979, un championnat d'Argentine se tient également. Les monoplaces sont de type Formule 1 utilisant des moteurs Chevrolet 230 ou 250, Ford 221, Dodge Slant-Six ou Tornado Interceptor.
De 1964 à 1975, un championnat se déroulant en Australie et en Nouvelle-Zélande se tenait lors des mois de janvier et février. Les voitures de catégorie Formule Tasmane suivaient la même réglementation technique que la Formule 1, le championnat était ainsi considéré comme le championnat d'Océanie de Formule 1. De nombreux pilotes profitaient de la trêve hivernale du championnat du monde (dans l'hémisphère nord) pour participer.

### Formule 2
La réglementation Formule 2 a été définie en 1947 comme étant une classe mineure. De nombreux événements utilisaient cette réglementation pour des raisons de coût. Après une brève période où elle est remplacée par la Formule Junior entre 1961 et 1963, en 1967 est inauguré le championnat d'Europe. Les équipes pouvaient utiliser le châssis de leur choix et, durant les années 1970, des constructeurs comme Tecno, March Engineering, Toleman, Ralt et Matra rendent cette catégorie très disputée. Le championnat d'Europe est remplacé par celui de la Formule 3000 en 1985. En 2009, la Formule 2 réapparaît mais est de nouveau interrompue à la fin de l'année 2012. Elle réapparaît en remplacement des GP2 Series en 2017.

### Formule 3
La FIA a créé le premier championnat international de Formule 3 en 2019 en fusionnant les GP3 Series et le championnat d'Europe de Formule 3. En fin de saison, une compétition est disputée lors d'un événement unique : la Coupe du monde de Formule 3.

### Formule E
La Formule E est le plus haut niveau de compétition mettant en piste des voitures 100 % électriques. La catégorie a été créée en 2012 et le championnat inaugural se déroule pendant les années 2014 et 2015. Les épreuves sont disputées en ville dans le monde entier sur des circuits temporaires.

## Niveau continental/régional

### Formule Régionale
En 2020 la Formule Régionale compte quatre championnats continentaux et nationaux actifs dans le monde : en Europe, Asie, Amérique du Nord et Japon.

## Niveau national

### Formule 4
La catégorie Formule 4 est une catégorie monotype crée en 2014 pour unifier les différentes catégories de monoplaces sous une même réglementation. Chaque championnat de Formule 4 est rattaché à un ou plusieurs pays et est organisé par la Fédération nationale.

### États-Unis et Canada

#### IndyCar Series

IndyCar Series 2022 à Gateway.

L'IndyCar Series (successeur du Champ Car disparu en 2007) est la catégorie reine de monoplaces du championnat américain de course automobile. Le format actuel de la série a été fondé par Tony George, le propriétaire du circuit d'Indianapolis. Depuis 2012, toutes les équipes concourent avec un châssis Dallara DW12 et des pneumatiques Firestone et peuvent choisir entre un moteur Honda ou Chevrolet. Le calendrier 2015 contient six circuits ovales, quatre circuits routiers et quatre circuits urbains.

#### Indy Lights
Les Indy Lights (regroupées dans le championnat Indylight Series) sont hiérarchiquement la catégorie inférieure aux IndyCar, comme l'est la F2 pour la Formule 1.

#### Formule Atlantic
L'Atlantic Championship est un championnat de monoplaces créé en 1974 au Canada par les Canadian Automobile Sport Clubs. Comme les Indy Lights, il s'agit d'une formule de promotion, disputée aux États-Unis et au Canada.

### Japon

#### Super Formula

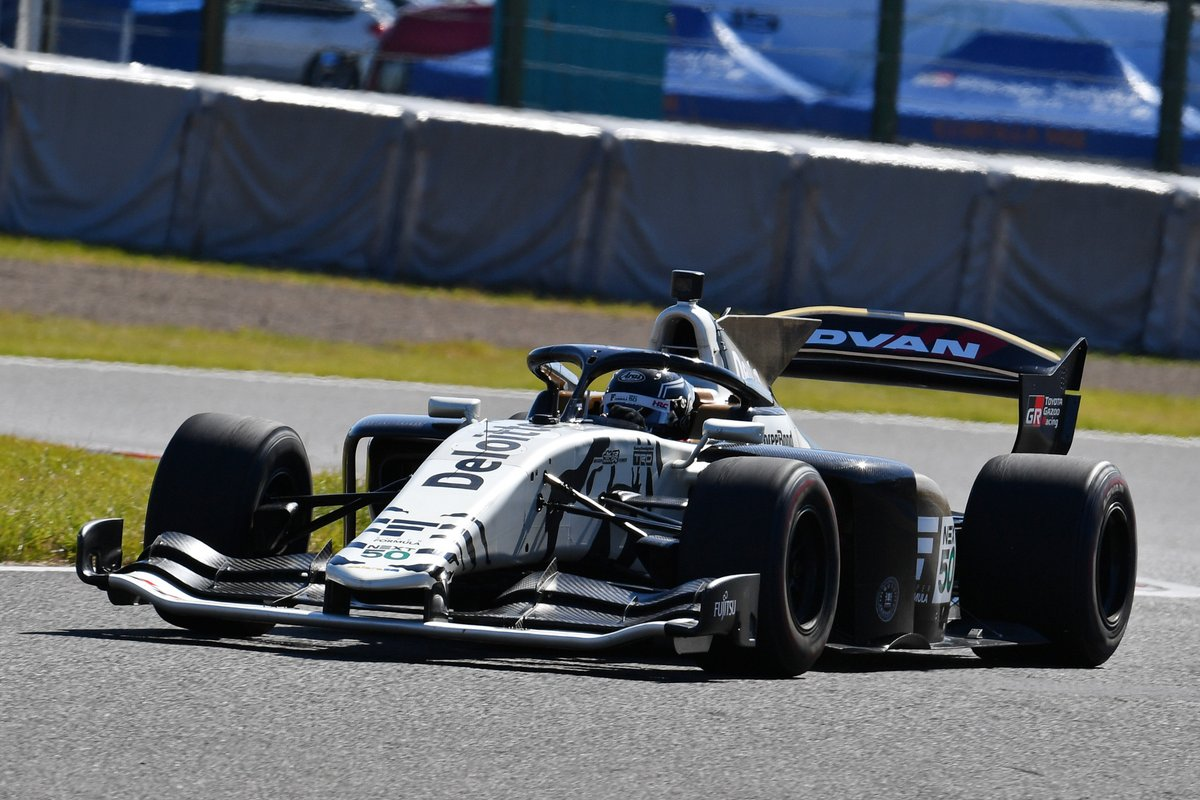
Matsushita sur une Dallara SF23 à Suzuka.

La Super Formula, alias « Formule Nippon », peut être considérée comme la catégorie reine japonaise. Le championnat japonais a été créé en 1973, utilisant une réglementation de type Formule 2000, puis Formule 2 en 1978 et Formule 3000 en 1987. Depuis 2023, toutes les équipes concourent avec un châssis Dallara SF23.

### Australie

#### Formule Holden
Le championnat d'Australie des pilotes, fut ouvert à partir de 1989 aux Formule Holden, avant d'être remplacé par des Formule 3.

## Catégories disparues

### Formule Grand Prix
La Formule Grand Prix (ou Formule Libre ou Formule Internationale à partir de 1938) était la formule internationale des monoplaces à partir de 1921. Elle est remplacée par la Formule 1 en 1946.

### Formule Junior
La Formule Junior a existé de 1958 à 1964. Elle a remplacé la Formule 3, puis la Formule 2 en 1961, jusqu'à la réapparition des deux catégories.

### Formule 3000
La Formule 3000 a été créée par la FIA en 1985. La F2 était devenue trop coûteuse et dominée par les voitures utilisant des moteurs d'usine. Les Formules 3000 étaient plus rapides, moins coûteuses, et la compétition plus ouverte. La série a perduré jusqu'en 2004 avant d'être remplacée en 2005 par le GP2 Series.

### A1 Grand Prix
Les A1 Grand Prix étaient uniques en leur genre car les concurrents représentaient leur nation. Ainsi elles ont souvent été représentées comme la Coupe du Monde du sport automobile. Durant ses quelques années d'existence, la série a attiré un grand nombre de pilotes de Formule 1 et d'IndyCar. Le concept a été fondé par le Sheikh Maktoum Hasher Maktoum Al Maktoum en 2004, puis racheté par la FIA en 2005. Les courses avaient lieu durant l'hiver dans l'hémisphère nord. Entre 2005 et 2009, vingt-neuf pays à travers les cinq continents ont participé.

### GP2
La catégorie Grand Prix 2 (GP2) a été introduite en 2005 par Bernie Ecclestone et Flavio Briatore après l'arrêt de la Formule 3000. Il s'agissait d'une catégorie monotype conçue pour être abordable et devenir l'antichambre de la F1, les équipes utilisaient un châssis, un moteur et des pneumatiques communs permettant de privilégier les performances du pilote. Vingt-cinq pilotes ont été promus en F1. En 2012, le GP2 et le GP2 Asia Series fusionnent pour faire un championnat GP2 comprenant quatre épreuves asiatiques aux côtés des courses européennes. La dénomination « GP2 » disparaît en 2017, lorsqu'elle est remplacée par la Formule 2.

### Formule Renault
En 1971, la Formule Renault a repris les réglementations sportives et techniques de la Formule France créée en 1968 par la Fédération française du sport automobile. En 2005, la Formule Renault 3.5 (FR3.5) du constructeur Renault est organisée dans le championnat World Series by Renault.
La Formule Renault 3.5 disparaitra en 2015 à la suite de la création de la Formule V8 3.5, laquelle disparaîtra elle aussi en 2018.
Les championnats de Formule Renault 2.0 deviendront des championnats de Formule 3 régionale ou disparaitront totalement. Le championnat phare d'Eurocup Formula Renault 2.0 deviendra la Formula Renault Eurocup, utilisant des F3 régionales depuis 2019.